# لويس الثاني ملك إيطاليا
لويس الثاني الأصغر (825 - غيدي 12 أغسطس 875) كان ملك إيطاليا والإمبراطور الروماني منذ 844، وشارك والده لوثير الأول في الحكم حتى 855، وبعدها حكم وحده. كان لقب لويس المعتاد «الإمبراطور أغسطس»، لكنه استخدم «الإمبراطور الروماني» بعد استيلائه على باري من المسلمين في 871، وهو ما أدى إلى سوء العلاقات مع بيزنطة. دعي أيضًا «إمبراطور إيطاليا» في فرانسيا الغربية في حين دعاه البيزنطيون «إمبراطور الفرنجة».

## روابط خارجية
- لويس الثاني ملك إيطاليا على موقع الموسوعة البريطانية (الإنجليزية)